# The Yin-Yang Master: Dream of Eternity
The Yin-Yang Master: Dream of Eternity (chinês: 晴雅集, pinyin: Qíng Yǎ Jí), ou Mestres do Yin-Yang: O Sonho da Eternidade em português , é um filme de ação e fantasia chinês baseado na série de livros do autor japonês Baku Yumemakura, Onmyöji. Com roteiro e direção de Edward Guo e estrelado por Mark Chao e Allen Deng, o filme teve sua première nos cinemas chineses em 25 de dezembro de 2020, sendo retirado das salas de cinemas chinesas em 05 de janeiro de 2021. O filme será distribuído mundialmente com exclusividade pela plataforma de streaming Netflix 
 a partir de 04 de fevereiro de 2021, no Brasil, e 05 de fevereiro em Portugal, aproximando-se assim das festividades do ano novo chinês.

## Sinopse
Com o despertar de uma serpente demoníaca, os mestres do Yin-Yang, vividos por Mark Chao e Allen Deng, se unem para resolver assassinatos e conspirações.

## Elenco

### Protagonistas
- Mark Chao como Qing Ming
- Allen Deng como Bo Ya

### Coadjuvantes e elenco de apoio
- Jessie Li como Long Ye
- Olivia Wang como Princesa Zhang Ping
- Wang Duo como He Shou Yue

## Trilha Sonora
A trilha sonora do filme é assinada pelo compositor japonês Kenji Kawai, celebre por seus trabalhos musicais nos filmes da série Ringu e o filme animado de 1995 Ghost in the Shell. O ator e cantor Allen Deng, intérprete de Bo Ya, canta a música de encerramento do filme.
| N° | Título original   | Intérprete(s)                    |
| -- | ----------------- | -------------------------------- |
| 1. | 心病人            | 黄龄 Isabelle Huang/ Yellow Zero |
| 2. | 晴雅集            | 时代少年团 Teens in Times        |
| 3. | 痴情家            | 邓伦 Allen Deng                  |
| 4. | 心殇人(伴奏)      | 黄龄 Isabelle Huang              |
| 5. | 晴雅集(伴奏)      | 时代少年团 Teens in Times        |
| 6. | 痴情家(伴奏)      | 邓伦 Allen Deng                  |
| 7. | 晴雅集(和声伴奏)  | 时代少年团 Teens in Times        |
| 8. | 痴情家 (和声伴奏) | 邓伦 Allen Deng                  |

## Recepção
O filme, acusado de conter cenas semelhantes ao longa metragem da Marvel de 2016, Doutor Estranho, foi banido dos cinemas chineses sem maiores explicações dez dias após seu lançamento. O diretor Edward Guo já havia sido acusado de plágio. O filme arrecadou o referente a U$ 34,3 milhões em sua estreia (segundo lugar nas bilheterias chinesas), U$ 11,3 milhões no final de semana posterior ao seu lançamento, chegando a U$ 68 milhões no momento de sua retirada dos cinemas.

## Sequência
Em entrevista à revista Variety, o diretor comentou os planos de lançar uma sequência ao filme, Mestres do Yin-Yang: O Sonho da Eternidade, que levará o título de The Yin-Yang Master: Retaliation. Segundo o diretor, apesar das narrativas distintas, os dois filmes foram gravados ao mesmo tempo.